# Culture des céréales dans les années 1910
Cet article présente l'histoire de la culture des céréales dans les années 1910.

## Années 1910
Pendant la Première Guerre mondiale, l'Amérique du Nord, l'Argentine et l'Australie ont étendu les surfaces cultivées en céréales pour répondre aux demandes de l'Europe en guerre. En Amérique du Nord, elles ont augmenté de 60 %. Pour y parvenir les gouvernements ont fermé le marché à terme et pris en main la commercialisation, avec des prix garantis aux cultivateurs. Parmi les nations exportatrices de céréales, quatre vont nettement profiter de la pénurie en Europe causée par la guerre, Australie, États-Unis, Argentine et Canada. Grande gagnante, l'Argentine passe de 13 % à 23 % des exportations de céréales dans le Monde au cours des années 1910, l'Australie de 7 % à 12 %, le Canada de 14 % à 21 % et les États-Unis, l'autre grand gagnant de cette période, de 16 % à 43 %. En Europe, la Roumanie double les surfaces cultivées le long du Danube.

### Le Canada, référence de l'inspection, du stockage et du transport

Les Prairies canadiennes

Fiabilité de la qualité et transport bon marché : les deux recettes qui ont fait gagner le blé américain à la fin du XIXe siècle sont appliquées en plus grand par le Canada au siècle suivant. Le 1er avril 1912, le Canada Grain Act, créé la « Canadian Grain Commission », basée à Thunder Bay (Ontario), chargée de veiller à la qualité des céréales mises sur le marché, sur le modèle de la loi de 1902 sur les Grains du Manitoba. L'inspection des grains est démocratisée et modernisée pour encourager l'essor des Prairies canadiennes. Les nouvelles variétés de céréales doivent présenter des caractéristiques distinctives visibles, et de qualité égale ou supérieure aux variétés existantes.
La "Canadian Grain Commission" fonde en décembre 1913 à Winnipeg (Manitoba) un laboratoire confié à F. J. Birchard chargé d’évaluer la qualité des différents grades de blé canadien, leur mouture et leurs propriétés boulangères, pour conférer des assises scientifiques au système de classement des céréales. Ses travaux démarrent en juin 1914. Birchard des analyses scientifiques plus rigoureuses, par exemple des appareils électriques pour doser l'eau, ce qui l'oppose parfois aux fonctionnaires, qui craignent de nuire au commerce céréalier. À la fin du XIXe siècle, les inspecteurs estimaient l'eau contenue par les grains... à la vue, l'odorat et le toucher, les mâchant pour se faire une idée. Le Canada compte 81 105 kilomètres de chemin de fer et exporte son expertise du stockage jusqu'à l'Argentine.
Thunder Bay (Ontario) devient un port céréalier et Montréal peut stocker jusqu'à 231,2 millions de boisseaux. La Canada Steamship Lines nait en 1913 et des fonds fédéraux financent l'immense terminal portuaire céréalier bâti en 1913 dans le port de Halifax, libre de glaces toute l'année, relié au centre du pays par le chemin de fer Intercolonial.
Commencée en 1911, le chemin de fer de la Baie d'Hudson veut créer un nouveau port sur la baie d'Hudson. Mais les pénuries de matériel, les conflits de travail, les tempêtes, les incendies et les accidents de bateau ont entraîné des retards importants. De nombreux délais furent causés par les défis d'ingénierie posés par les nombreuses fondrières de mousse (muskeg) et les affleurements de roche du bouclier canadien. La Première Guerre mondiale a entraîné d'autres pénuries de matériel et de main-d'œuvre.

### Guerre de 1914-1918: les États américains et canadiens collectivisent le marché

#### Inspection généralisée des qualités
Beaucoup de jeunes agriculteurs européens sont enrôlés dans la Première Guerre mondiale. La France et l'Italie dépendent des exportations américaines, pour environ 100 000 à 260 000 000 boisseaux par an. Les prix des céréales montent, les agriculteurs américains prennent des hypothèques pour acheter des terres. La superficie cultivée en blé américain progresse de 13 millions d'acres entre 1910 et 1915. Cette ruée vers le blé fait baisser la qualité.
Une loi américaine de 1914 crée une taxe de deux cents sur tout contrat à terme liés aux matières premières, avec une exemption totale s'il spécifie de manière très précise la qualité et les conditions de livraison. Le Ministère de l'agriculture devient l'arbitre des contentieux, pour les céréales comme pour le coton. Une nouvelle version de la loi, en 1916, le charge de fixer lui-même les spécifications des contrats et d'inspecter et labelliser les différents types de coton. Une autre loi, similaire, est votée en 1916 pour les céréales, fixant des standards minimums pour le stockage. Les États-Unis s'inspirent de la loi canadienne de 1912.
Avant son entrée en guerre, le gouvernement américain fait des démarches auprès des puissances centrales pour organiser le ravitaillement de tous les territoires envahis, aussi bien à l'est de l'Europe qu'à l'ouest, mais l'activité logistique américaine sera finalement confinée à la Belgique.

#### Les succès électoraux des fermiers et les réformes au Dakota puis en Alberta
Dans le Dakota du Nord, la Ligue non-partisane proche du mouvement des « grangers » créé en 1867 contre les grands intermédiaires, dans l'Illinois et le Wisconsin, se présente aux élections de 1916, menée par deux jeunes amis fermiers inconnus, Fred Wood et Arthur Charles Townley, le second venant du parti socialiste, pour remplacer le système des partis par une forme de démocratie directe. Grâce à elle, un autre fermier peu connu, Lynn Frazier, est élu gouverneur du Dakota du Nord avec 79 % des voix, et John Miller Baer, agronome devenu dessinateur de presse, à la chambre des représentants des États-Unis. Elle obtient des réformes sociales et économiques comme la création à Grand Forks de la "North Dakota Mill and Elevator" par l'État du Dakota du Nord, qui exploite le plus grand moulin à farine des États-Unis, doublé d'un gigantesque silos-élévateurs à grains, et de machines pour fabriquer plus rapidement des pancakes,.
Au Canada, l'United Farmers of Alberta (UFA) se lance en politique en 1919, contre l'avis de son président Henry Wise Wood, l'Alberta Non-Partisan League, ayant fait élire 2 candidats sur 4 dans des circonscriptions rurales lors de l'Élection générale albertaine de 1917. En 1921, Robert Gardiner deviendra le premier député de l'UFA à la Chambre des communes du Canada. Lors de l'élection générale albertaine de 1921, l'UFA fait élire 38 députés sur 45 présentés, formant un gouvernement majoritaire qui chasse le Parti libéral de l'Alberta, au pouvoir après 17 ans.

#### Les émeutes de la faim et la fermeture des marchés à terme
Dès 1915, l'Allemagne avertit que ses sous-marins n'éviteront aucun navire, militaire ou marchand : ravitailler les ports anglais devient dangereux. Quelques jours après, le paquebot Lusitania est coulé par une torpille allemande, au large de l'Irlande, faisant 1198 victimes, dont 124 américaines. La guerre mobilise aussi les paysans russes, laminant les récoltes et la production mondiale 1916, revenue à 2,57 milliards de boisseaux contre 3,36 milliards en 1915, les récoltes américaines ayant subi de leur côté un hiver très froid et des maladies du blé coriaces.
Les prix s'emballent, la spéculation fait rage, et la "Grain export company" est fondée par le gouvernement en 1916 pour grouper l'achat en Amérique du Nord et obtenir des prix rationnels. En 1916 aussi, les Anglais, gros importateurs, dépendants à 60 % du blé américain, doivent se tourner vers le blé australien à plus grande échelle car les cargos américains de céréales sont décimés par les sous-marins allemands. Ils créent la "Royal Comission Wheat Supply" (RCWS), à qui les autres pays européens alliés délèguent leurs achats. La RWWS réalise de grosses acquisitions sur le marché à terme américain, en particulier sur l'échéance de mai 1917 du contrat No 2 sur le blé dur d'hiver, dont le prix va passer de 1,03 à 3,25 dollars en moins d'un an. À la mi-février 1917, le New York Evening Post et le New York Times rapportent des émeutes de la faim dans leur ville, tout comme les journaux de Minneapolis.
Un comité "Feed America First" se crée à Boston. Plusieurs États lancent des investigations sur la commercialisation des céréales. L'intellectuel Stephan Leacock traite les céréaliculteurs de "War drone". Un expert estime que la consommation de blé a aussi chuté en Russie, d'un cinquième. Les États-Unis et les gouvernements d'Europe de l'Ouest exigent des industriels qu'ils commercialisent du pain d'orge et d'avoine.
En mars 1917 on apprend que 92 % de la récolte américaine a déjà été vendue et les prix s'emballent en avril 1917, à l'Entrée des États-Unis dans la Première Guerre mondiale : les opérations sont suspendues sur le NYSE et le NY Produce Exchange mais se poursuivent sur le Chicago Board of Trade. Le contrat sur le blé y touche rapidement son plus haut historique à 3,25 dollars le boisseau, le 11 mai 1917, puis est suspendu. Trois mois plus tôt, le 3 février, il ne valait que 2,44 dollars. Le lendemain, le CBOT force les livraisons au prix de 3,18 dollars.
Le corner (finance) est combattu aussi au Winnipeg Grain Exchange, où le contrat à terme d'échéance en mai est suspendu dès le 4 mai 1917, une semaine avant Chicago, et placé sous l'administration d'un "Board of grain supervisors", nommé par l'État. Il ne reprendra qu'en 1919.
Le 17 mai 1917, le président américain Herbert Hoover préside la première réunion du "Comittee of Grain Exchage in Aid of National Defense" à laquelle assistent 8 personnes parmi lesquelles l'industriel républicain Julius Barnes, représentant du Minneapolis Grain Exchange et patron de Barnes-Ames et John MacMillan, gros exportateur en céréales. La réunion entérine la prise de contrôle par le gouvernement de la vente et du transport des céréales. Le 1er juin, l'État ferme aussi le marché à terme pour les œufs et le beurre, et le 11 juin pour le maïs.
Au 30 juin 1917, le géant du négoce Cargill publie le meilleur bénéfice de son histoire, dépassant un million de dollars, quinze jours après avoir versé un dividende exceptionnel de 45 % de ses fonds propres. Knut Nelson, sénateur du Minnesota et le président de Cargill, John H. MacMillan Sr., s'empoignent, le premier dénonçant la spéculation. Le 12 août 1917, le président Herbert Hoover propose que l'État achète la totalité de la récolte 1917 des États-Unis... mais au prix unique de 2,32 dollar le boisseau, un tiers de moins que le record du marché à terme. Comme au Canada, il crée une nouvelle administration, la "Grain Corporation", dirigée par Julius Barnes, pour acheter les récoltes dans les gares et les ports.

### Les conséquences de la guerre

#### L'Argentine remplace la Russie et devient un grand exportateur de céréales
L'Argentine passe de 13 % à 23 % du commerce mondial de céréales au cours des années 1910. L'arrivée massive d'immigrants européens et de capitaux étrangers entraîne un essor économique qui en fait en 1913 l'un des pays les plus riches du monde, 12e par le PIB par habitant, juste devant la France. Les cargos de blé argentin arrivent à point nommé en 1917, lorsque la révolution russe prive l'Europe des blés de Russie et d'Ukraine. Le groupe Louis-Dreyfus qui a chargé Alfred Lang-Willar, neveu de Léopold, d'ouvrir un comptoir à Buenos-Aires, participe au ravitaillement des puissances alliées pendant le conflit.
Le million de tonnes de blé exportées avait été atteint dès 1893 contre 100 000 tonnes exportées en 1884 et seulement 9 tonnes en 1871. Le négociant américain Bunge, créé par Charles Bunge, futur « géant du grain », implanté en Argentine dès 1884, pour y développer le blé a lancé des infrastructures qui permettent la croissance des grandes exploitations mais aussi de nouvelles, plus petites. À la fin du XIXe siècle, dans la province de Buenos Aires, 20 propriétaires d'exploitations de 20 000 hectares et plus se partageaient 0,64 million d'hectares.

#### L'essor du blé australien
En 1909, les protectionnistes et libre-échangistes fusionnent pour former le Parti libéral du Commonwealth, sans empêcher l'arrivée au pouvoir du parti travailliste d'Andrew Fisher en 1910, qui veut une ruée vers la ceinture de blé, limitée au nord par le Mid West (Australie), à l'est par le Goldfields-Esperance, au sud par les régions de Great Southern et South West (Australie-Occidentale) à l'ouest, du nord au sud, par l'océan Indien, la région de Perth, la capitale de l'Australie-Occidentale et la région de Peel (Australie). La dernière des ruées vers l'or en Australie (47 % des exportations australiennes en 1913) prend fin, en raison de l'abondance de l'or sud-africain. Le prix du blé australien a lui augmenté de près de 50 % dans les années 1900, grâce aux exportations vers l'Angleterre, qui augmentent encore au cours des années 1910. Entre 1908 et 1913, 46 473 immigrants britanniques sont arrivés en Australie de l'est, dont 30 811 financièrement aidés à condition qu'ils s'engagent à travailler dans l'agriculture. L' extension du réseau ferré permet de transporter le blé et le crédit à bon marché d'équiper les fermes.
Le développement des cultures est limité par la distribution inégale des précipitations : une zone dite de "tampon tempéré", propice à la culture du blé et connue sous le nom de « ceinture de blé », avec des précipitations de 20 à 12 pouces par an, sépare les zones côtières des zones semi-arides. Une ligne avait été dessinée par l'arpenteur général de l'Australie du Sud, George W. Goyder, en 1865, après deux années de sécheresse. L'Australie-Occidentale devint un important producteur de céréales en 1905, grâce à l'introduction, depuis les années 1890, de superphosphate et d'azote pour améliorer la fertilité. À son tour, la Nouvelle-Galles du Sud devint le premier producteur en 1910. Les travaillistes ont libéralisé en 1911 la politique de la Banque agricole créée en 1894. De 1906 à 1911, la production avait sextuplé pour atteindre 160 000 tonnes mais l'acquisitions de terres était devenu un mouvement aux buts spéculatif plutôt que productifs, avec quatre millions d'hectares acquis, donc son administration a changé la donne pour passer de l'aliénation des terres à la production : l'aliénation est retombée à 61 000 hectares en 1915 contre 570 000 hectares en 1912 et les récoltes de blé ont triplé.
La construction des chemins de fer a été renforcée par une politique volontariste, tandis que les agriculteurs s'installant dans la ceinture de blé de l'Est ont bénéficié d'une expertise technique, tandis qu'un impôt progressif sur le revenu a été introduit. John Scaddan (en) a conservé le gouvernement de l'Australie-Occidentale lors des élections du 21 octobre 1914 pour élire les 50 membres de l'Assemblée législative d'Australie-Occidentale, qui ont vu l'émergence du Western Australian Country Party, fondé lors d'une conférence des fermiers et des colons de la Farmers and Settlers Association en 1913 pour défendre les intérêts ruraux, qui a gagné huit sièges.
Une grave sécheresse en 1914 et la Première Guerre mondiale ont interrompu la croissance de la production agricole de blé, qui est retombée de 80 % en une année. Mais l'augmentation de 90 % du prix de blé entre 1914 et 1920 a réussi à éviter à l'industrie céréalière un déclin majeur. Scaddan a pensé que l'Australie-Occidentale pourrait construire un système ferroviaire qui était trop grand pour ses exportations. Les lignes ouvertes pour le trafic céréalier ont été principalement placées dans la ceinture de blé d'Yuna et Ajana, au nord de Geraldton à Gnowangerup. Les chemins de fer du Sud ont pénétré vers l'est de Wagin Katanning et Tambellup. Plus au nord la ligne des collines Wongan Mullewa est achevée plus tard, fournissant un chemin de fer gouvernemental de Perth à Geraldton.
L'expansion du blé australien se poursuivra lors de la décennie suivante, malgré une baisse des prix au cours de sa seconde partie, qui n'empêche pas l'extension des surfaces cultivées, y compris dans des zones à trop forte salinité, ce qui a ensuite entraîné des problèmes d'érosion. Dans les années 1920, les exportations de blé australien vers l'Afrique du Sud atteindront en moyenne 150 000 tonnes par an, entièrement expédiées par le transport maritime à la demande, par un navire de commerce non affecté à une ligne régulière, forme de colportage de port en port.

#### Doublement des surfaces cultivées le long du Danube en Roumanie
Au début du XXe siècle, la Roumanie était déjà le deuxième exportateur de céréales en Europe, après la Russie et ses ports en relation intense avec Marseille. La Roumanie est ensuite mise à contribution par les autres pays européens pendant la Première Guerre mondiale : la production totale des céréales y a quasiment doublé en une décennie pour avoisiner 120 millions de quintaux en 1921 contre 60 millions en 1910.
Les céréales sont alors cultivées en Roumanie sur plus de 100 000 km2, dont 25 000 km2 pour la Bessarabie qui a le plus contribué à doubler en dix ans l'étendue cultivée, mais dont les rendements sont médiocres. Les parties les plus riches de la zone agricole occupée par le Banat et le département d'Arad, autre contributrice à l'expansion des années 1910 sont situées en Yougoslavie et en Hongrie.
Le maïs, introduit à l'époque ottomane, pèse un tiers du total de la production roumaine de céréales, en 1921 comme en 1910 et la bouillie de maïs mamaliga constitue encore la base de la nourriture du paysan roumain. Mais le maïs souffre quand les pluies de printemps sont insuffisantes et l'été trop humide. Sur les terres des colons allemands et bulgares, le blé l'emporte.
Les rendements sont faibles en Transylvanie malgré la fertilité du sol, tandis que le blé ne donne pas en moyenne plus de 13 hectolitres par hectare en Bessarabie, où seuls les grands propriétaires utilisaient les machines russes. Le sol est mieux cultivé dans le Banat et la plaine d'Arad, où les rendements sont supérieurs (15 à 18 hectolitres par hectare) à ceux de la Valachie et de la Moldavie méridionale. Les engrais chimiques permettent au Banat ses rendements élevés. La variabilité extrême des récoltes affaiblit la Roumanie. Les ensemencements peuvent être très réduits par un automne trop sec et un hiver précoce.